# Namablatta bitaeniata
Namablatta bitaeniata är en kackerlacksart som först beskrevs av Carl Stål 1858.  Namablatta bitaeniata ingår i släktet Namablatta och familjen småkackerlackor. Inga underarter finns listade i Catalogue of Life.